# مرگ مادر
مرگ مادر یا مرگ و میر مادران (انگلیسی: Maternal death) توسط سازمان بهداشت جهانی به این شکل تعریف می‌گردد: «مرگ زن هنگام حاملگی تا ۴۲ روز پس از خاتمه بارداری، صرف نظر از مدت و محل حاملگی به هر علتی مرتبط با بارداری، تشدید شده در بارداری، یا به علت مراقبت‌های ارائه شده طی آن، اما نه به علت تصادفی و اتفاقی.»